# Chernigov (tỉnh của Đế quốc Nga)

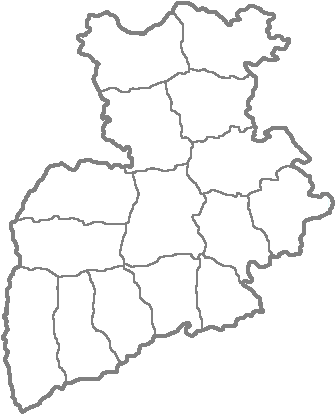
Bản đồ tỉnh Chernigov

Tỉnh Chernigov (tiếng Nga: Черниговская губерния, đã Latinh hoá: Chernigovskaya guberniya; tiếng Ukraina: Чернігівська губернія, đã Latinh hoá: Chernihivska huberniia), là một tỉnh (guberniya) tại khu vực lịch sử Ukraina tả ngạn của Đế quốc Nga. Tỉnh được thành lập chính thức vào năm 1802 từ tỉnh Malorossiya (Tiểu Nga), trung tâm hành chính là Chernigov (Chernihiv). Tỉnh Tiểu Nga được chuyển thành Tổng tỉnh Tiểu Nga và gồm có các tỉnh Chernigov, Poltava, và sau đó là Kharkov.
Ranh giới tỉnh Chernigov gần tương ứng với tỉnh Chernihiv hiện nay, nhưng cũng bao gồm một phần lớn của tỉnh Sumy và phần nhỏ tỉnh Kyiv của Ukraina, và hàu hết tỉnh Bryansk của Nga.

## Hành chính
Tỉnh gồm có 15 uyezd/huyện (trung tâm hành chính trong ngoặc):
- Borznyansky Uyezd (Borzna)
- Glukhovsky Uyezd (Glukhov/Hlukhiv)
- Gorodnyansky Uyezd (Gorodnya/Horodnia)
- Kozeletsky Uyezd (Kozelets)
- Konotopsky Uyezd (Konotop)
- Krolevetsky Uyezd (Krolevets)
- Mglinsky Uyezd (Mglin)
- Nezhinsky Uyezd (Nezhin/Nizhyn)
- Novgorod-Seversky Uyezd (Novgorod-Seversky/Novhorod-Siverskyi)
- Novozybkovsky Uyezd (Novozybkov)
- Ostyorsky Uyezd (Ostyor/Oster)
- Sosnitsky Uyezd (Sosnitsa/Sosnytsia)
- Starodubsky Uyezd (Starodub)
- Surazhsky Uyezd (Surazh)
- Chernigovsky Uyezd (Chernigov/Chernihiv)[1]

Tỉnh Chernigov có diện tích 52.396 km², và có dân số 2.298.000, theo điều tra nhân khẩu Đế quốc Nga 1897. Năm 1914, dân số là 2.340.000. Năm 1918 khu vực trở thành bộ phận của Ukraina và chuyển thành tỉnh Chernihiv.

## Thành phố chính
- Điều tra nhân khẩu Đế quốc Nga 1897
- Nezhin – 32.113 (người Ukraina – 21.733, người Do Thái – 7.578, người Nga – 2.366)
- Chernigov – 27.716 (người Ukraina – 10.085, người Do Thái – 8.780, người Nga – 7.985)
- Konotop – 18.770 (người Ukraina – 10.290, người Do Thái – 4.415, người Nga – 3.565)
- Novozybkov – 15.362 (người Nga – 11.055, người Do Thái – 3.787, người Belarus – 303)
- Glukhov – 14.828 (người Ukraina – 8.621, người Do Thái – 3.837, người Nga – 2.217)
- Borzna – 12.526 (người Ukraina – 10.846, người Do Thái – 1.515, người Nga – 109)
- Starodub – 12.381 (người Nga – 7.255, người Do Thái – 4.897, người Ukraina – 133)
- Krolevets – 10.384 (người Ukraina – 8.328, người Do Thái – 1.815, người Nga – 209)
- Berezna – 9.922 (người Ukraina – 8.349, người Do Thái – 1.354, người Nga – 144)
- Novgorod-Seversky – 9.182 (người Ukraina – 4.884, người Do Thái – 2.941, người Nga – 1.296)
- Mglin – 7.640 (người Nga – 4.840, người Do Thái – 2.675, người Belarus – 75)
- Sosnytsia – 7.087 (người Ukraina – 5.068, người Do Thái – 1.840, người Nga – 158)
- Korop – 6.262 (người Ukraina – 5.309, người Do Thái – 865, người Nga – 77)
- Oster – 5.370 (người Ukraina – 3.229, người Do Thái – 1.596, người Nga – 399)
- Kozelets – 5.141 (người Ukraina – 2.834, người Do Thái – 1.632, người Nga – 468)
- Pogar – 4.965 (người Nga – 3.800, người Do Thái – 1.159, người Đức – 6)
- Gorodnya – 4.310 (người Ukraina – 2.349, người Do Thái – 1.248, người Nga – 604)
- Surazh – 4.006 (người Do Thái – 2.400, người Belarus – 978, người Nga – 559)
- Novoye Mesto – 1.488 (người Nga – 1.421, người Do Thái – 67)

## Ngôn ngữ

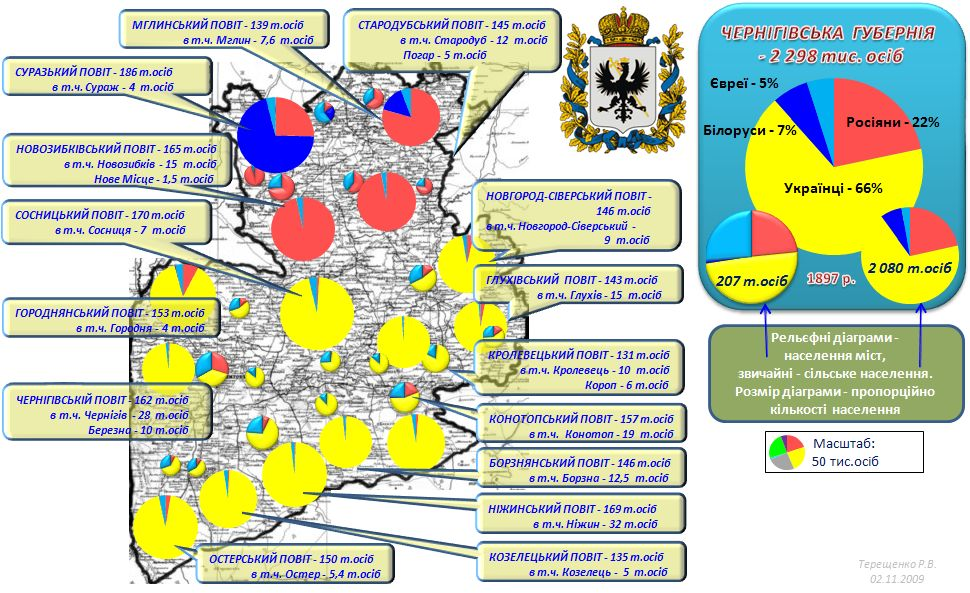
Điều tra nhân khẩu đế quốc 1897.

- Theo điều tra nhân khẩu đế quốc 1897.[2] In đậm là các ngôn ngữ được nhiều người nói hơn ngôn ngữ chính thức.

| Ngôn ngữ        | Số lượng  | Tỷ lệ (%) | Nam giới  | Nữ giới   |
| --------------- | --------- | --------- | --------- | --------- |
| Tiếng Ukraina   | 1.526.072 | 66,41     | 747.721   | 778.351   |
| Tiếng Nga       | 495.963   | 21,58     | 236.842   | 259.121   |
| Tiếng Belarusia | 151.465   | 6,59      | 73.691    | 77.774    |
| Tiếng Yiddish   | 113.787   | 4,95      | 54.724    | 59.063    |
| Tiếng Đức       | 5.306     | 0,23      | 2.664     | 2.642     |
| Tiếng Ba Lan    | 3.302     | 0,14      | 1.775     | 1.527     |
| Không trả lời   | 74        | >0.01     | 32        | 42        |
| Khác            | 1.885     | >0,01     | 1.247     | 638       |
| Tổng            | 2.297.854 | 100       | 1.118.696 | 1.179.158 |